# Lia Pereira
Lia Pereira (ur. 5 marca 2004 w Milton) – kanadyjska łyżwiarka figurowa startująca w parach sportowych z Trenntem Michaud i w konkurencji solistek. Uczestniczka mistrzostw świata i czterech kontynentów, zwyciężczyni zawodów z cyklu Grand Prix, medalistka zawodów z cyklu Challenger Series, wicemistrzyni (2024) i brązowa medalistka mistrzostw Kanady w parach sportowych (2023).

## Osiągnięcia

### Pary sportowe

#### Z Trenntem Michaud
| Zawody                           | 22–23          | 23–24          |                |                |                |                |                |                |                |                |                |                |                |                |                |                |                |
| Międzynarodowe                   | Międzynarodowe | Międzynarodowe | Międzynarodowe | Międzynarodowe | Międzynarodowe | Międzynarodowe | Międzynarodowe | Międzynarodowe | Międzynarodowe | Międzynarodowe | Międzynarodowe | Międzynarodowe | Międzynarodowe | Międzynarodowe | Międzynarodowe | Międzynarodowe | Międzynarodowe |
| -------------------------------- | -------------- | -------------- | -------------- | -------------- | -------------- | -------------- | -------------- | -------------- | -------------- | -------------- | -------------- | -------------- | -------------- | -------------- | -------------- | -------------- | -------------- |
| Mistrzostwa świata               | 6              | 8              |                |                |                |                |                |                |                |                |                |                |                |                |                |                |                |
| Mistrzostwa czterech kontynentów | 4              | 5              |                |                |                |                |                |                |                |                |                |                |                |                |                |                |                |
| GP Finał Grand Prix              |                | 6              |                |                |                |                |                |                |                |                |                |                |                |                |                |                |                |
| GP Grand Prix de France          |                | 1              |                |                |                |                |                |                |                |                |                |                |                |                |                |                |                |
| GP Skate America                 |                | 2              |                |                |                |                |                |                |                |                |                |                |                |                |                |                |                |
| CS Golden Spin of Zagreb         | 3              |                |                |                |                |                |                |                |                |                |                |                |                |                |                |                |                |
| CS Nebelhorn Trophy              |                | 4              |                |                |                |                |                |                |                |                |                |                |                |                |                |                |                |
| Krajowe                          |                |                |                |                |                |                |                |                |                |                |                |                |                |                |                |                |                |
| Mistrzostwa Kanady               | 3              | 2              |                |                |                |                |                |                |                |                |                |                |                |                |                |                |                |

### Solistki
| Zawody                                | 18–19          | 19–20          | 20–21          | 21–22          | 22–23          |                |                |                |                |                |                |                |                |                |                |                |                |
| Międzynarodowe                        | Międzynarodowe | Międzynarodowe | Międzynarodowe | Międzynarodowe | Międzynarodowe | Międzynarodowe | Międzynarodowe | Międzynarodowe | Międzynarodowe | Międzynarodowe | Międzynarodowe | Międzynarodowe | Międzynarodowe | Międzynarodowe | Międzynarodowe | Międzynarodowe | Międzynarodowe |
| ------------------------------------- | -------------- | -------------- | -------------- | -------------- | -------------- | -------------- | -------------- | -------------- | -------------- | -------------- | -------------- | -------------- | -------------- | -------------- | -------------- | -------------- | -------------- |
| CS Finlandia Trophy                   |                |                |                |                | 15             |                |                |                |                |                |                |                |                |                |                |                |                |
| Międzynarodowe: Kategorie młodzieżowe |                |                |                |                |                |                |                |                |                |                |                |                |                |                |                |                |                |
| Mistrzostwa świata juniorów           |                |                |                | 14             |                |                |                |                |                |                |                |                |                |                |                |                |                |
| JGP we Francji                        |                |                |                |                | 6              |                |                |                |                |                |                |                |                |                |                |                |                |
| JGP w Rosji                           |                |                |                | 10             |                |                |                |                |                |                |                |                |                |                |                |                |                |
| International Challenge Cup           |                |                |                | 6 J            |                |                |                |                |                |                |                |                |                |                |                |                |                |
| Cranberry Cup                         |                |                |                | 5 J            | 1 J            |                |                |                |                |                |                |                |                |                |                |                |                |
| Krajowe                               |                |                |                |                |                |                |                |                |                |                |                |                |                |                |                |                |                |
| Mistrzostwa Kanady                    | 16 N           | 3 N            | C              | 10             | 5              |                |                |                |                |                |                |                |                |                |                |                |                |

## Programy
Lia Pereira / Trennt Michaud
| Sezon     | Program krótki (SP)                                         | Program dowolny (FS)                                                                                             |
| --------- | ----------------------------------------------------------- | --- |
| 2023–2024 | TBA                                                         | TBA |
| 2022–2023 | - Where We Come Alive – Ruelle choreografia: Alison Purkiss | - Piraci z Karaibów medley – Hans Zimmer choreografia: Alison Purkiss - Singapore - Drink Up Me Hearties - Yo Ho |